# Narancsszínű bunkógomba
A narancsszínű bunkógomba (Clavulinopsis laeticolor) a palánkagombafélék családjába tartozó, Európában és Észak-Amerikában honos, erdőkben élő, nem ehető gombafaj.

## Megjelenése
A narancsszínű bunkógomba termőteste karcsú, hengeres, magassága 1,5-6,5 cm, vastagsága 0,1-0,5 cm. Nem ágazik el, néha kissé lapított, enyhén ívelt, barázdás vagy csavart is lehet. Csúcsa többnyire tompa, ritkán hegyes. Töve felé általában elvékonyodik. Felülete száraz. Színe élénk narancssárga vagy sárga, tövénél fehéres. Idősen halványul, csúcsa vörösesre sötétedhet. 
Húsa vékony, rugalmas, színe halványsárga. Szaga és íze nem jellegzetes.
Spórapora fehér. Spórái széles ellipszis alakúak, simák, méretük 4,5-7 x 3,5-5,5 µm.

### Hasonló fajok
A sárga bunkógomba világosabb sárga színű, nagyobb termetű, szorosabban álló csoportokban nő és íze általában keserű.

## Elterjedése és termőhelye
Európában és Észak-Amerikában honos. 
Fenyvesekben vagy lomberdőkben él, az avar szerves anyagait bontja. Júliustól novemberig terem. 

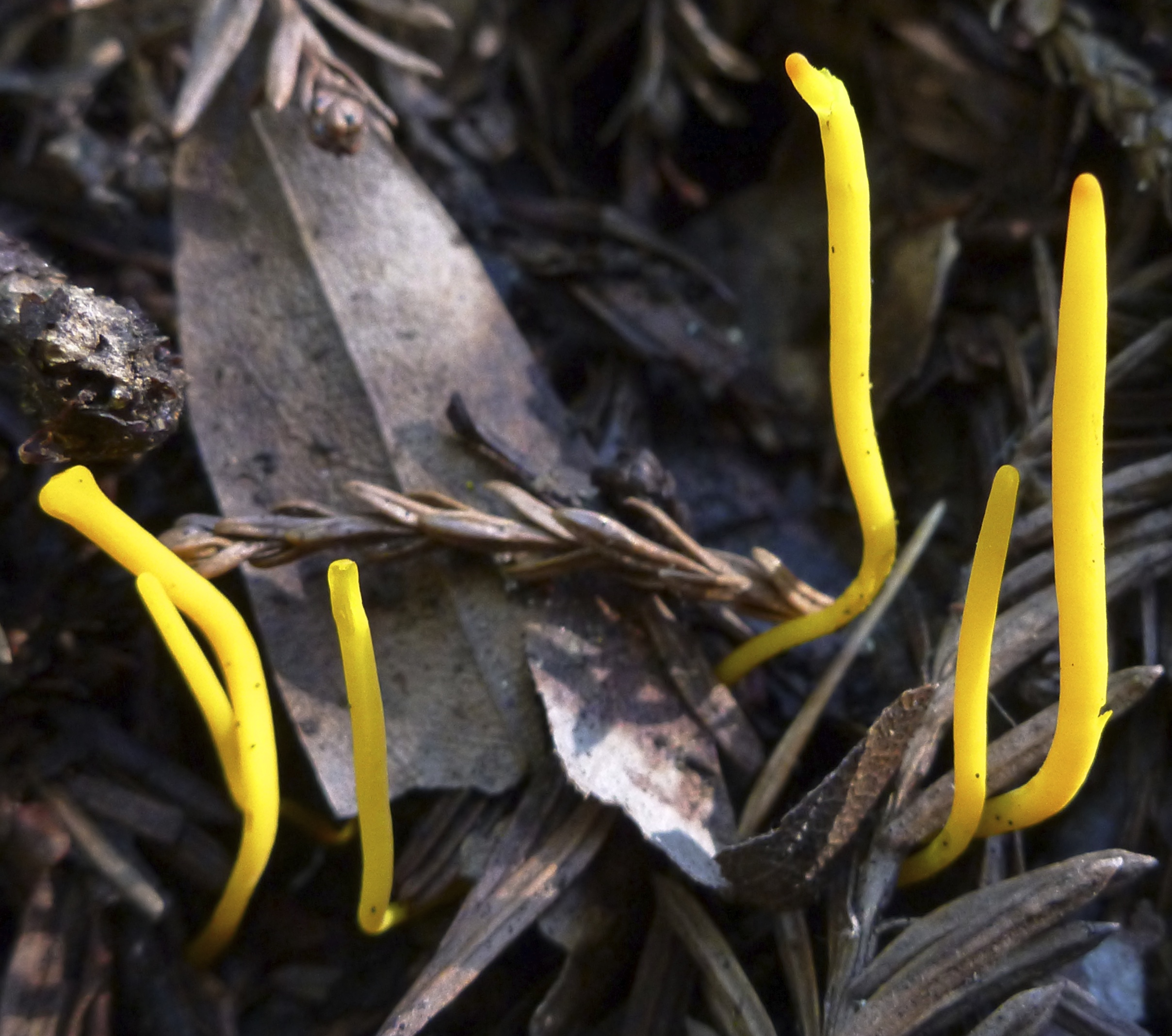
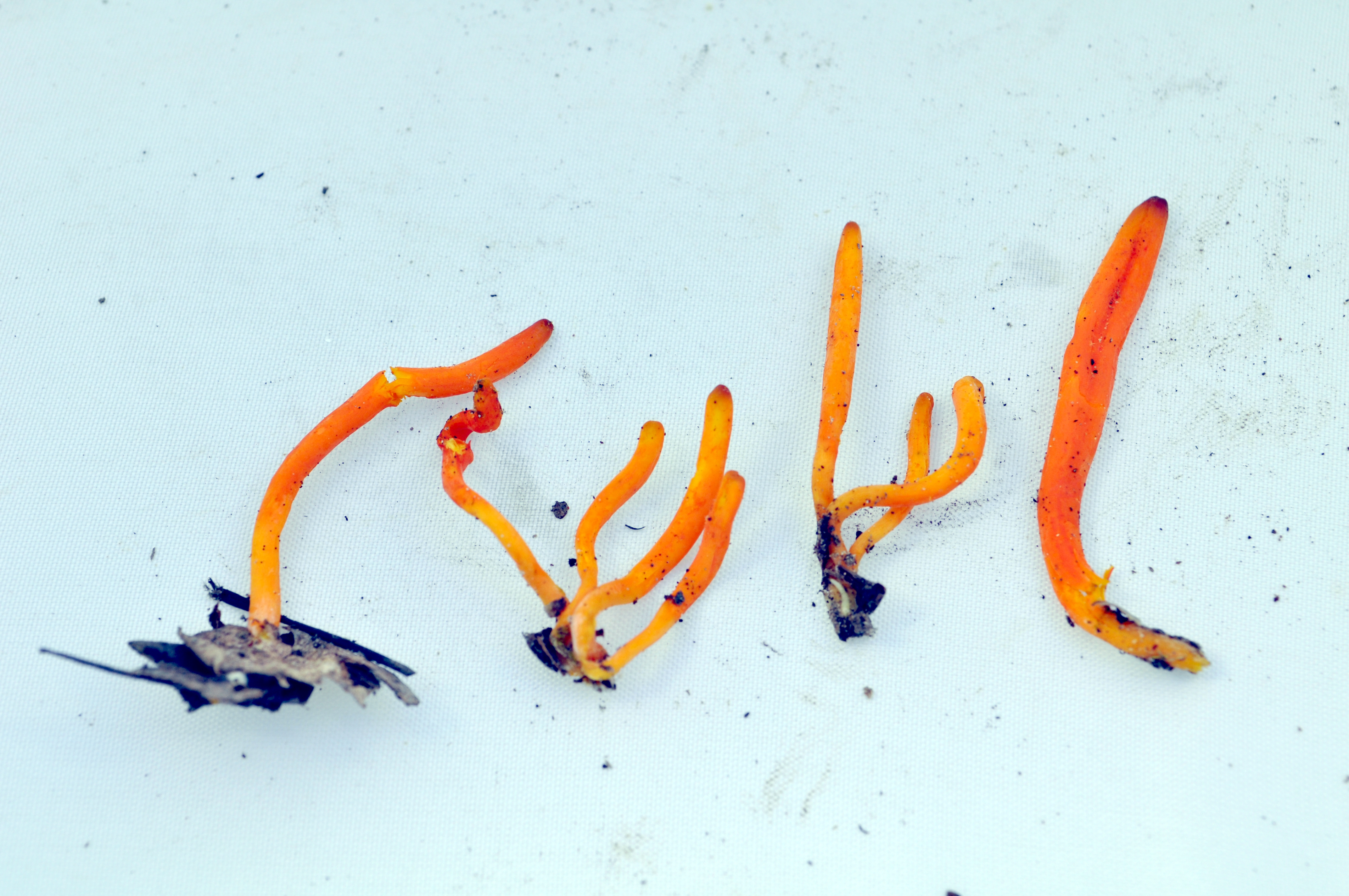
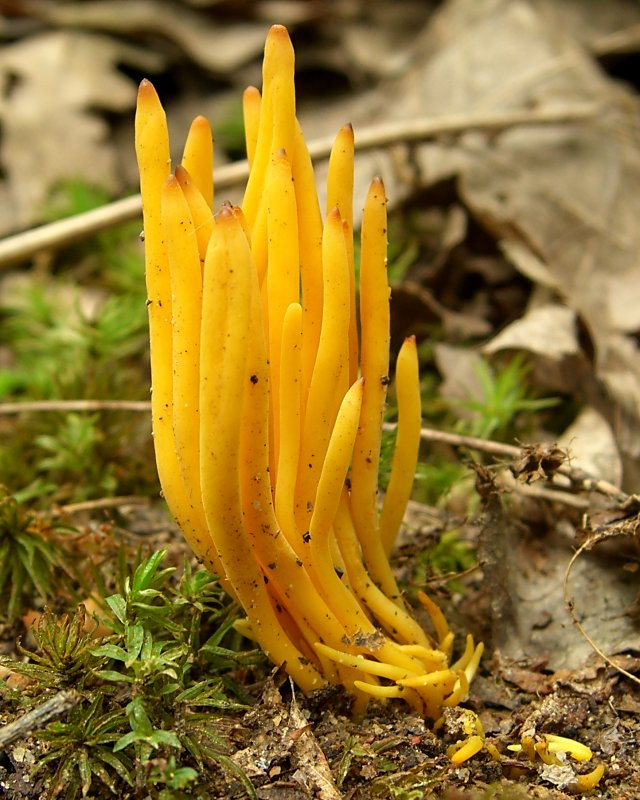
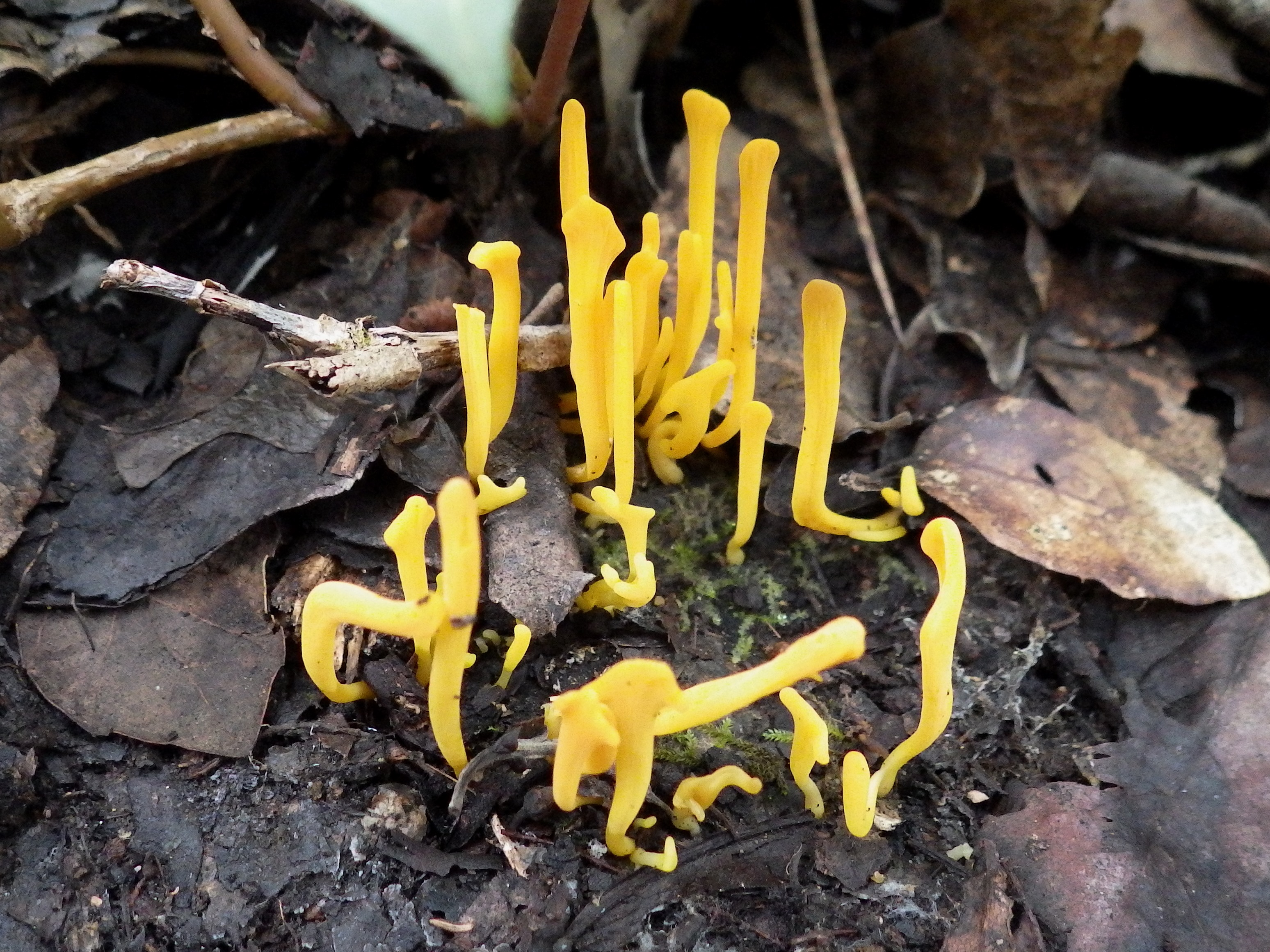
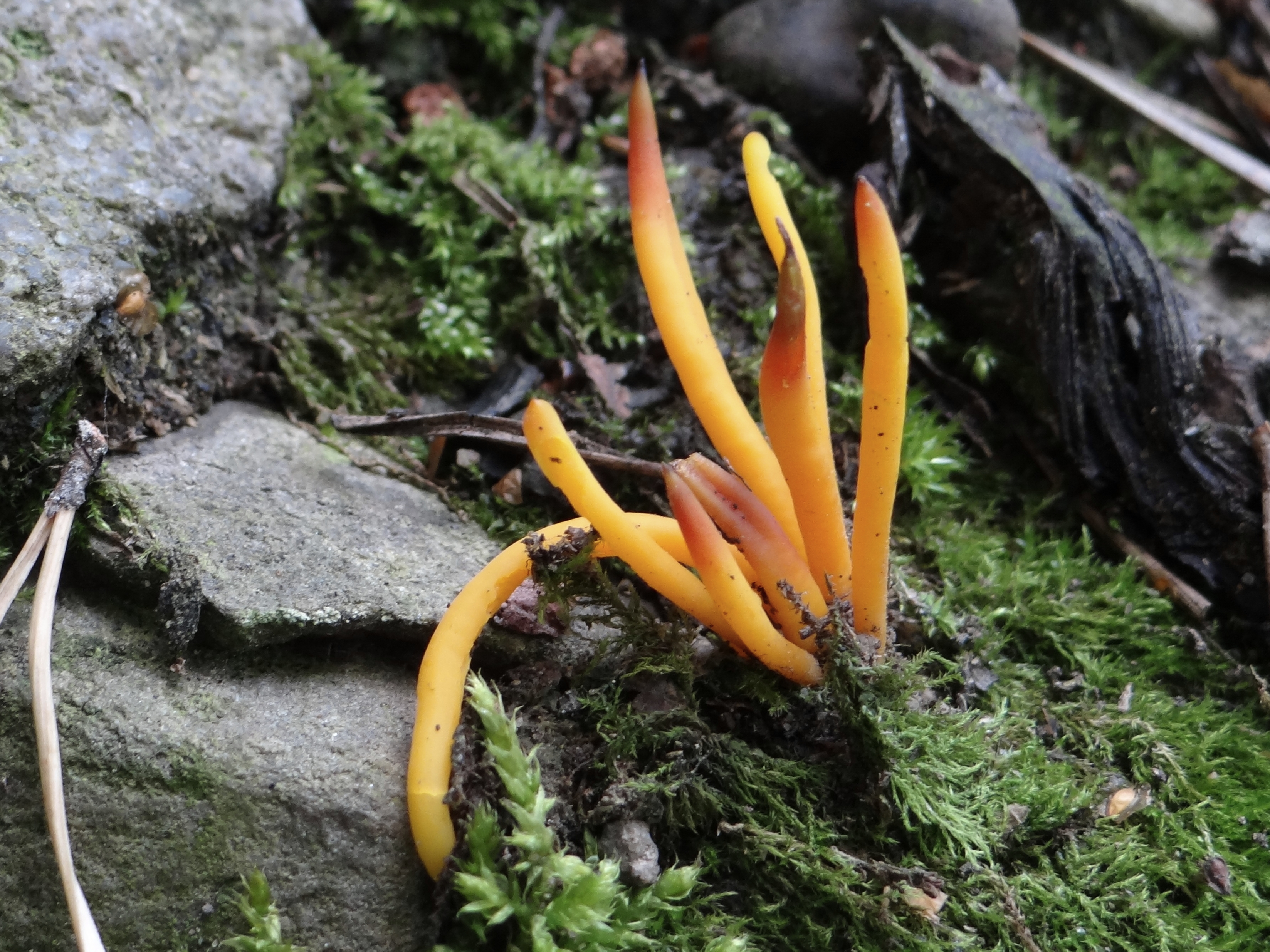

Nem ehető. 